# Teleki Béla (politikus)
Gróf Teleki Béla (Kolozsvár, 1899. május 16. – New York, 1990. február 7.) földbirtokos, politikus. Édesapja gróf Teleki Artúr, édesanyja Wesselényi Ilona (ifj. Wesselényi Miklós unokája). A kolozsvári Ferenc József Tudományegyetemen jogot tanult.

## Élete
1917-ben bevonult katonának, a román és az olasz fronton is harcolt. 1918. novemberében zászlósként szerelt le. 1921-től átvette a család zsibói gazdaságában az állattenyésztés és a vetőmagtermesztés vezetését. 1936-tól vállalt közéleti szerepet, amikor az Erdélyi Magyar Gazdasági Egyesület alelnöke lett. Bárdi Nándor történész megállapítása szerint "az egyesület elnökével, Szász Pállal néhány év alatt az erdélyi nagybirtokosok egyesületéből korszerű, a kisbirtokosokat, kisgazdákat megcélzó továbbképző, gazdaságszervező intézményt alakítottak."
A második bécsi döntés után Észak-Erdélyben  átvette az egyesület vezetését (Szász Pál Dél-Erdélyben maradt). Az országgyűlésbe behívott erdélyi képviselőként (1940–1944) vett részt az Erdélyi Párt megszervezésében, és 1941 májusában a párt elnökévé választották. Közreműködött a világháborúból való kilépést célzó szervezkedésekben.
1944-ben a kolozsvári Magyar Tanács alapításának egyik kezdeményezője és szerepet játszott abban, hogy a város nem vált hadműveleti területté. 
A szovjetek letartóztatták, Pozsonyig hurcolták, majd átadták a magyar politikai rendőrségnek. 1945 októberében került szabadlábra, 2 évig Budapesten élt, majd Ausztriába  emigrált, ahol tevékenyen részt vett a volt magyar képviselők csoportjának létrehozásában. A Magyar Nemzeti Bizottmány tagja. 1951-ben az Amerikai Egyesült Államokba emigrált, ahol haláláig foglalkozott az erdélyi magyar problémákkal.